# Erdwerk von Ilsfeld
Das Erdwerk von Ilsfeld ist eine befestigte Siedlung der jungsteinzeitlichen Michelsberger Kultur (MK) auf einem Höhenrücken westlich von Ilsfeld, südlich von Heilbronn im Landkreis Heilbronn in Baden-Württemberg. Bei der sich auf Luftbildern abzeichnenden Befestigung handelt es sich um ein ovales System dreier Grabenringe von 400 auf 300 m mit einer Innenfläche von etwa 13,0 ha.
1970 und 1971 wurden Untersuchungen durchgeführte, bei denen der westliche Abschluss des Ovals erfasst wurde. Wegen fortschreitendem Lehmabbau wurden von 1974 bis 1979 weitere Grabungen nötig, die auf einer Fläche von 30 × 140 m zwei der Gräben rechtwinklig durchschnitten und weit in den Innenraum reichten. Dies erschien interessant, da noch keine Spuren der Innenbesiedlung erkannt waren, jedoch zahlreiche Lesefunde vorlagen, die für eine dichte Besiedlung sprachen.

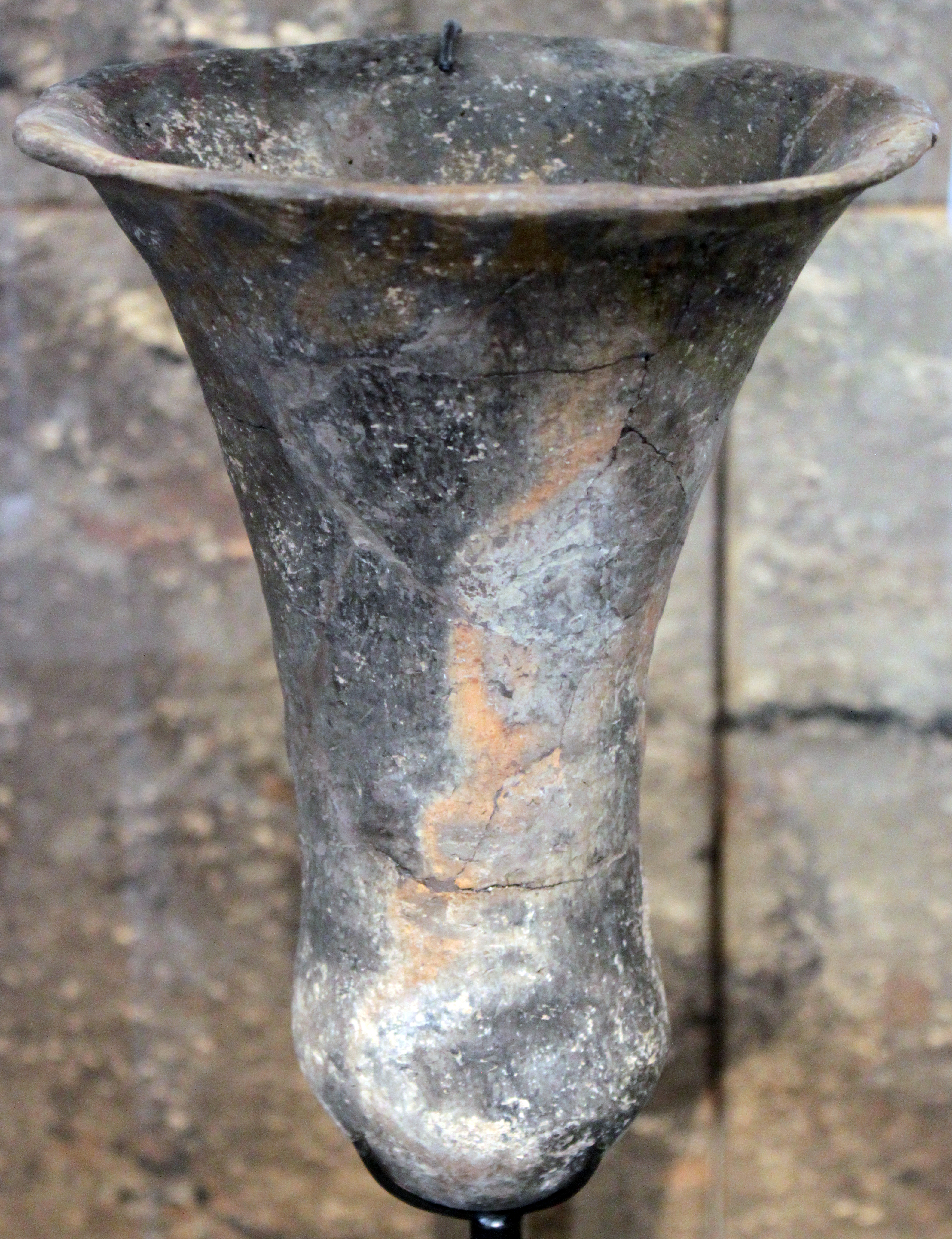
Tulpenbecher der MK

Die Untersuchung der Gräben ergab ein ähnliches Bild wie bei den früheren Untersuchungen. Der innere, im Profil spitze Graben war am tiefsten und reichte bis 4,5 m unter die heutige Oberfläche. Mit seiner Breite von 6,5 m war er relativ schmal. In einer zweiten Phase bekam der Graben ein kastenförmiges Profil. Der mittlere Graben war 3,0 m tief. Der äußerste Graben lag nicht in der vom Lehmabbau gefährdeten Fläche und wurde nicht untersucht.
Auf der Sohle und in der Füllung der Gräben fanden sich zahlreiche unvollständige menschliche Skelette. Einige zeigten deutliche Schlagspuren. Es handelt sich nicht um Gräber, sondern um Leichenteile, die bei rituellen Handlungen in die Gräben kamen. Auf der kurzen Strecke von 30 Meter, die aufgedeckt wurde, lagen die Reste von etwa zehn Individuen. Die Gräben waren im unteren Teil mit Brandschutt der Siedlung (Hüttenlehm, Mahlsteinen, Scherben, Steingeräten und Tierknochen) verfüllt. Darüber zeigte eine dicke Humusschicht an, dass sie nach Aufgabe der Siedlung offen lagen und wohl erst mit dem Einsetzen des intensiven Ackerbaues im Mittelalter zugeschwemmt worden sind. Heute ist oberflächig von der Anlage nichts zu sehen.
Spektakulär ist nach Joachim Wahl der Schädel eines 30- bis 40-jährigen großen, robusten Mannes, der zwei unverheilte Hiebverletzungen und eine künstliche, symmetrische Erweiterung des Hinterhauptsloches aufweist. Die normale Population der Michelsberger Kultur von Ilsfeld zeichnet sich durch grazilen Knochenbau aus. Wahl vermutet, dass ein Fremder erschlagen wurde. Das Schädeldach wurde von innen nach außen durchstoßen. Verwitterungsspuren an der Oberseite der Schädelkalotte sprechen dafür, dass der Kopf im Eingangsbereich des Grabenwerkes aufgespießt und längere Zeit zur Schau gestellt worden war.
Der Bau des Erdwerks erforderte mit den damaligen Mitteln einen außerordentlich großen Aufwand. Ein Teil der Siedlung konnte in der Ausgrabungsfläche im Innenraum aufgedeckt werden. Der Bereich unmittelbar hinter den Wällen war fundleer. Hier ist ein großer Erdwall aus den Aushubmassen der Gräben anzunehmen, von dem sich jedoch keine Spuren erhalten haben. Weiter innen reihte sich in dichter Streuung Grube an Grube. Zum einen waren es große unförmige Vertiefungen mit schwarzer fundleerer Füllung, bei denen es sich um Materialgruben für den Lehmbedarf der Häuser gehandelt hat. Kleine, meist kreisrunde Gruben mit senkrechten Wänden, ursprünglich wohl Getreidespeicher, waren mit dem Abfall der Siedlung gefüllt. Es fanden sich verbranntes Getreide, Mahlsteine, Steinwerkzeuge, Tierknochen und verbrannte oder beschädigte Töpfe. In einer Grube lag das Skelett eines Kindes in Hockstellung. Es war jedoch nicht möglich, die Grundrisse der Häuser zu erkennen. Ob dies an deren Bauweise oder an den ungünstigen Bodenverhältnissen liegt, ist unklar. Lediglich einzelne Pfosten, die jedoch keinen Zusammenhang ergaben, konnten beobachtet werden.
Die Keramik aus den Gruben ist dagegen sehr zahlreich und gut zu ergänzen. Nach Abschluss der Restaurierung dürften wohl einige Hundert vollständige Gefäße vorliegen. Sie zeigen den typischen Formenschatz der Michelsberger Kultur. Charakteristisch sind die sogenannten Tulpenbecher, Näpfe, Schalen und Schöpfer sowie Vorratsgefäße mit Hängeösen. Verschiedene Fremdeinflüsse spiegeln sich in der Keramik wider. So finden sich in den ältesten Gruben zahlreiche Scherben der Schussenrieder Kultur und der vor allem nördlich von Stuttgart verbreiteten Schwieberdinger Gruppe. Ein ritzverzierter Henkelkrug deutet auf Verbindungen mit Frankreich.
Auch Steingerät ist zahlreich vertreten: Kratzer, Messer, Pfeilspitzen, zum Teil mit Resten von Schäftungspech, und verschiedene Steinbeile unterschiedlicher Größe. Knochen- und Hirschhornwerkzeuge wurden gefunden.